# Kafferepet
Kafferepet är ett humorpoddradioprogram med komikerna Nisse Hallberg, Albin Zorman Olsson och Johanna Hurtig Wagrell. De tre deltagarna läser upp berättelser, skvaller och skrönor inskickade av lyssnarna. Innan uppläsningen i podden har ingen av dem läst dem innan och de väljs och fördelas av programmets redaktör. Vem som innehar redaktörsrollen har växlat över tid, men är aldrig någon av de tre programdeltagarna. I slutet av varje avsnitt röstas fram vilken berättelse som vinner och därmed får återges av alla lyssnare som vore berättelsen deras egen. Upplägget är direkt baserat på det brittiska poddradioprogrammet Gossipmongers. Kafferepet har bland annat omskrivits i Aftonbladets Poddpatrullen.
Kafferepets första avsnitt släpptes 29 januari 2021 och ges sedan dess ut varje fredag, numera av Acast och tidigare av Under Produktion och Podplay. Bakom betalvägg finns även systerpodden Cigarrummet, med ovanstående tre medlemmar, via Under produktion. Istället för inskickade texter bjuds här varje månad in en känd person som får återge sina egna skrönor och berättelser. Sedan juni 2023 släpps på tisdagar även podcasten "Brända kakor" där inskickade berättelser som inte ansetts passa i Kafferepet läses upp. Avsnitten av Brända kakor är betydligt kortare än Kafferepet då poddens deltagare endast läser en berättelse var, istället för tre som är standard i Kafferepet.